# 小野田勇
小野田 勇（おのだ いさむ、1920年1月22日 - 1997年7月15日）は、日本の脚本家、劇作家。
東京・四谷出身。中央大学（1941年）卒業。東京放送劇団に在籍していた。俳優としての実績もある。息子の小野田正も脚本家兼演出家であり、孫の小野田光は歌人兼フォトグラファーである。

## ドラマ
- 若い季節（NHK総合、1961年4月 - 1964年12月）
- おもろい女（NHK総合、1965年9月18日）
- おはなはん（NHK総合、1966年4月4日 - 1967年4月1日）
- 男は度胸（NHK総合、1970年10月9日 - 1971年10月1日）
- 銀座わが町（NHK総合、1973年4月4日 - 1974年3月27日）
- 度胸時代（CBC、1974年4月7日 - 9月29日）
- おしろい花（日本テレビ、1974年5月13日 - 10月14日）
- 元禄太平記（NHK総合、1975年1月5日 - 12月28日）
- 日本巌窟王（NHK総合、1979年1月10日 - 6月27日）
- なぜか初恋・南風（TBS、1980年2月13日 - 7月16日）
- 手のひらの虹（NHK総合、1986年）
- 銀河テレビ小説 わが歌ブギウギ（NHK総合、1987年5月11日 - 6月5日）

## 舞台
- クレージー大忠臣蔵（1966）
- ドレミファ物語（1968）
- 喜劇・四谷怪談（1969）
- 春爛漫の花の宴（1970）
- 本朝滑稽譚　恋の死神（1972）
- かっぽれ海坊主（1973）
- おお活動大写真　寄らば斬るぞ物語（1975）
- 開化べらぼう侍（1976）
- 白浪三国志　鳴門の火祭り（1977）
- おもろい女（1978）
- 巨人ファンはお人よし（1978）
- 与太郎めおと旅（1979）
- 大石内蔵助―おれの足音―（1979）
- 雪まろげ（1980）
- 喜劇　パリ歌舞伎亭(1982)
- 新　雪まろげ　―北海道編―（1982）
- 喧嘩三味線（1983）
- 雪まろげⅢ　「山陰編」（1984）
- 姥ざかり（1985）
- 恋歌（1986）
- 虹を渡るぺてん師（1989）

## 賞詞
- 久保田万太郎賞（第4回・1967年）「おはなはん」
- 芸術選奨文部大臣賞 放送部門（第22回・1971年度）「男は度胸」
- NHK放送文化賞（第24回・1972年度）
- 紫綬褒章（1987年）
- 勲四等旭日小綬章（1993年）[1]

## 映画出演
- ぬかものがたり（1949年、日本映画社）
- お伊勢まいり（1953年、日本映画新社）